# Hovs församling, Lunds stift
Hovs församling var en församling i Lunds stift och i Båstads kommun. Församlingen uppgick 2010 i Västra Karup-Hovs församling.

## Administrativ historik
Församlingen bildades på medeltiden.  
Församlingen var till 1 maj 1860 annexförsamling i pastoratet Karup och Hov. Från 1 maj 1860 till 1962 var den i pastorat med Båstads församling, före 1 maj 1923 som moderförsamling, därefter som annexförsamling. Från 1962 till 2010 var församlingen annexförsamling i pastoratet Västra Karup, Torekov och Hov vilket åtminstone från 2003 benämndes Västra Bjäre pastorat. Församlingen uppgick 2010 i Västra Karup-Hovs församling.

## Kyrkor
- Hovs kyrka